# Marko Korhonen
Marko Aulis Korhonen (ur. 18 sierpnia 1969 w Kajaani) – fiński judoka. Olimpijczyk z Barcelony 1992, gdzie zajął 36. miejsce w wadze półlekkiej.
Uczestnik mistrzostw świata w 1991 i 1993. Startował w Pucharze Świata w latach 1991, 1992 i 1995-1999. Mistrz kraju w 1991 roku.
Jego brat Jorma Korhonen także był judoką i olimpijczykiem z tych samych igrzysk.

## Letnie Igrzyska Olimpijskie 1992
| Konkurencja | Eliminacje          | Klas. końcowa |
| Konkurencja | Przeciwnik I        | Miejsce       |
| ----------- | ------------------- | ------------- |
| 65 kg       | Ciarán Ward (IRL) P | 36.           |